# Валеншија (Пенсилванија)
Валеншија (енгл. Valencia) град је у америчкој савезној држави Пенсилванија.

## Демографија
По попису из 2010. године број становника је 551, што је 167 (43,5%) становника више него 2000. године.
| Група             | 2000.       | 2010.       |
| Белци             | 377 (98,2%) | 547 (99,3%) |
| Афроамериканци    | 2 (0,5%)    | 1 (0,2%)    |
| Азијати           | 0 (0,0%)    | 1 (0,2%)    |
| Хиспаноамериканци | 0 (0,0%)    | 2 (0,4%)    |
| Укупно            | 384         | 551         |